# Daniela Mogurean
Daniela Mogurean, detta Dana (Chișinău, 16 luglio 2001), è un'ex ginnasta italiana di origine moldava, membro della nazionale di ginnastica ritmica italiana dal 2016.

## Carriera
Prende parte ai Giochi olimpici di Tokyo 2020 assieme alle compagne Alessia Maurelli, Martina Centofanti, Agnese Duranti e Martina Santandrea con cui conquista una medaglia di bronzo, l'ultima della spedizione azzurra ai Giochi, che fa automaticamente scattare un duplice record: primato assoluto per numero di medaglie italiane a un'edizione dei Giochi olimpici estivi (40) e la conquista di almeno una medaglia al giorno da parte di atleti italiani durante tutta la rassegna olimpica.
Il primo giorno di eliminatorie si qualifica in finale con il terzo miglior punteggio (87.150), dietro a Bulgaria (91.800) e Comitato Olimpico Russo (ROC, 89.050). Podio che rimane invariato anche il giorno della finale: medaglia d'oro alla Bulgaria (punteggio di 92.100), argento al ROC (90.700) e bronzo all'Italia (87.700). A completare la classifica delle 8 squadre finaliste: Cina (84.550), Bielorussia (84.050), Israele (83.850), Ucraina (77.600) e Giappone, padrone di casa (72.500).
Ai Campionati Europei 2021 di Varna in Bulgaria, ha vinto la medaglia d'argento e di bronzo.

## Palmarès
Vengono di seguito riportate le medaglie conquistate in competizioni internazionali ufficiali: Giochi olimpici, Campionati mondiali, Campionati Europei (evidenziate); tappe di Coppa del Mondo e Grand Prix. Non sono perciò conteggiate le medaglie ottenute in contesti amichevoli.
| Anno | Paese       | Competizione        | Medaglia | Specialità        | Punteggio |
| ---- | ----------- | ------------------- | -------- | ----------------- | --------- |
| 2021 | Baku        | Coppa del mondo     | Argento  | Concorso generale | 84.250    |
| 2021 | Baku        | Coppa del mondo     | Argento  | Palle             | 44.550    |
| 2021 | Baku        | Coppa del mondo     | Argento  | Cerchi e clavette | 41.900    |
| 2021 | Pesaro      | Coppa del mondo     | Oro      | Palle             | 46.950    |
| 2021 | Pesaro      | Coppa del mondo     | Oro      | Cerchi e Clavette | 44.150    |
| 2021 | Varna       | Campionati Europei  | Argento  | Concorso generale | 87.450    |
| 2021 | Varna       | Campionati Europei  | Bronzo   | Cerchi e Clavette | 43.375    |
| 2021 | Tokyo       | Giochi olimpici     | Bronzo   | Concorso generale | 87.700    |
| 2021 | Cluj-Napoca | Coppa del mondo     | Oro      | Concorso generale | 90.150    |
| 2021 | Cluj-Napoca | Coppa del mondo     | Oro      | Palle             | 47.650    |
| 2021 | Cluj-Napoca | Coppa del mondo     | Oro      | Cerchi e clavette | 45.600    |
| 2021 | Kitakyūshū  | Campionati mondiali | Argento  | Team ranking      | 277.575   |
| 2021 | Kitakyūshū  | Campionati mondiali | Argento  | Concorso generale | 86.000    |
| 2021 | Kitakyūshū  | Campionati mondiali | Argento  | Palle             | 45.600    |
| 2021 | Kitakyūshū  | Campionati mondiali | Argento  | Cerchi e clavette | 42.750    |
| 2024 | Parigi      | Giochi olimpici     | Bronzo   | Concorso generale | 68.100    |